# Equus (peça)
Equus é uma peça de teatro escrita em 1973 por Peter Shaffer, que relata a história de um psiquiatra que tenta tratar um jovem adolescente que padece de um patológico fascínio sexual e religioso por cavalos.
Para escrever esta obra, Shaffer inspirou-se num crime real, que envolvia um adolescente que cegou seis cavalos. Construiu um relato fictício sobre o que poderia ter causado o incidente, sem conhecer nenhum detalhe do crime. Esta obra é essencialmente uma história policial.
A peça fez polêmica na Inglaterra e em todo o mundo pelo fato de o protagonista Daniel Radcliffe, ator do famoso filme Harry Potter, aparecer completamente nu numa cena em que faz com a atriz principal da peça ela se deita em uma espécie de divã também completamente nua.